# Kupiuka murici
Espèce
Kupiuka murici est une espèce d'araignées aranéomorphes de la famille des Salticidae.

## Distribution
Cette espèce est endémique d'Alagoas au Brésil,.

## Description
Le mâle holotype mesure 2,80 mm.

## Étymologie
Son nom d'espèce lui a été donné en référence au lieu de sa découverte, Murici.

## Publication originale
- Ruiz, 2010 : Proposal of Kupiuka and Plesiopiuka, two new genera of jumping spiders from Brazil (Araneae: Salticidae: Heliophaninae). Zootaxa, no 2630, p. 57-68.